# Ana Borges
Ana Borges (Gouveia, 15 de juny de 1990) és una centrecampista o davantera de futbol internacional amb Portugal. Ha guanyat una Lliga i una Copa d'Anglaterra amb el Chelsea.

## Trajectòria
| Temporades    | Club                    | Títols          |
| ------------- | ----------------------- | --------------- |
| 07/08         | Fundaçao Laura Santos   |                 |
| 08/09 - 12/13 | Prainsa Saragossa       |                 |
| 2012 - 2013   | Santa Clarita Blue Heat |                 |
| 13/14         | Atlético de Madrid      |                 |
| 2014 - act.   | Chelsea FC              | 1 Lliga, 1 Copa |